# Laniakea (Pépin)
Pour l’article homonyme, voir Laniakea.
Laniakea est une œuvre orchestrale de la compositrice française Camille Pépin, écrite en 2019.

## Contexte et création
Camille Pépin écrit Laniakea en réponse à une commande de l'Orchestre national de Lyon. L'œuvre est jouée le 5 décembre 2020 par l'Orchestre national Montpellier-Occitanie sous la direction de Karen Kamensek. Elle reprise le 8 et le 9 novembre 2023 à la Halle aux grains de Toulouse.

## Analyse
Laniakea fait référence au superamas de galaxies dans laquelle se trouve la voie lactée. L'œuvre fait penser à de la musique de film dont l'action se passerait dans le cosmos.